# Pomnik Katyński w Johannesburgu
Pomnik Katyński w Johannesburgu (af. Katynmonument, ang. Katyn Memorial) – monument upamiętniający ofiary zbrodni katyńskiej, znajdujący się w miejskim parku Jamesa i Ethel Grey w dzielnicy Melrose w Johannesburgu. Jedyny pomnik katyński w Afryce.
Pomnik powstał z inicjatywy miejscowej Polonii. 9 maja 1981 roku został poświęcony przez biskupa Szczepana Wesołego i uroczyście odsłonięty w licznej asyście miejscowych Polaków oraz władz południowoafrykańskich.
Zaprojektowany przez polskich architektów Andrzeja Romanowicza i Adama Snopka, konstrukcja Leonarda Rynkiewicza jest ascetyczną betonową konstrukcją, w której dwie części składowe tworzą zarys nieistniejącego krzyża pośrodku.
Na pomniku znajdują się również dwie dodatkowe tablice umieszczone w 1989 roku. Pierwsza upamiętnia 69 południowoafrykańskich lotników, którzy stracili życie w 1944 roku, niosąc pomoc powstaniu warszawskiemu, a druga walkę żołnierzy Armii Krajowej. Wszystkie napisy na pomniku są w trzech językach: polskim, angielskim i w afrikaans.
Pomnikiem opiekuje się Stowarzyszenie Polaków w Południowej Afryce oraz miasto Johannesburg.